# Puerto Ayora
Puerto Ayora is een stadje op de Galápagoseilanden. Het is de grootste stad en parochie (parroquia) van de eilandengroep. Puerto Ayora ligt aan de zuidelijke kust van het eiland Santa Cruz. De in 1926 gestichte stad telde in 2010 11.974 inwoners, die vooral leven van de visserij, landbouw en het toerisme. Het is een stad met een uitgebreid aanbod aan horeca, handelszaken, een school en een ziekenhuis. De stad is genoemd naar Isidro Ayora, die van 1926 tot 1931 president van Ecuador was. 
De hoofdstraat van het stadje, de Avenida Charles Darwin, leidt van het grootste havendok van de stad naar het Charles Darwin Research Station van de Charles Darwin Foundation.